# André-Pierre Gignac
André-Pierre Christian Gignac (wym. [ɑ̃dʁe pjɛʁ ʒiɲak]; ur. 5 grudnia 1985 w Martigues) – francuski piłkarz występujący na pozycji napastnika w meksykańskim klubie Tigres UANL. W latach 2009–2016 reprezentant Francji.

## Kariera klubowa
Pochodzi z rodziny romskiej. Karierę piłkarską zaczynał w juniorach klubu FC Lorient. W 2004 został włączony do kadry pierwszego zespołu i 13 sierpnia zadebiutował w jego barwach w rozgrywkach francuskiej Ligue 2, w wygranym 2:1 domowym meczu z LB Châteauroux. W 78. minucie tego meczu zmienił Luisa Robsona i po kilkudziesięciu sekundach wpisał się na listę strzelców. Do końca sezonu rozegrał jeszcze 12 meczów i zdobył jednego gola. Jednak w sezonie 2005/2006 rozegrał zaledwie jedno spotkanie w drugiej lidze, a następnie został wypożyczony do trzecioligowego Pau FC. W międzyczasie Lorient awansował do pierwszej ligi. W niej zdobył 9 bramek i był najlepszym strzelcem zespołu.
Postawa Gignaca w Lorient zaowocowała latem 2007 transferem do Toulouse FC, do którego przeszedł za 4,5 miliona euro. W nowym zespole po raz pierwszy wystąpił 4 sierpnia w przegranym 1:3 spotkaniu z Valenciennes FC. W całym sezonie zdobył tylko 2 gole i walczył o miejsce w składzie ze Szwedem Johanem Elmanderem i Gwinejczykiem Fodé Mansaré. Po odejściu Elmandera latem 2008 do Boltonu Wanderers stał się liderem ataku drużyny z Tuluzy. W sezonie 2008/2009 strzelił dla Toulouse 24 gole i został królem strzelców francuskiej ligi. Z Toulouse zajął 4. miejsce w Ligue 1.
W sezonie 2010/2011 został zawodnikiem Olympique Marsylia.
W czerwcu 2015 na zasadzie wolnego transferu przeniósł się do meksykańskiego Tigres UANL. W tym samym roku doszedł z Tigres do finału Copa Libertadores, a w jesiennym sezonie Apertura 2015 zdobył mistrzostwo Meksyku, zostając wybranym w oficjalnym plebiscycie najlepszym piłkarzem ligi.
| Sezon   | Klub               | Kraj    | Rozgrywki | Mecze | Bramki | Rozgrywki kontynentalne          | Mecze | Bramki |
| ------- | ------------------ | ------- | --------- | ----- | ------ | -------------------------------- | ----- | ------ |
| 2004/05 | FC Lorient         | Francja | Ligue 2   | 13    | 2      | –                                | –     | –      |
| 2005/06 | FC Lorient         | Francja | Ligue 2   | 1     | 0      | –                                | –     | –      |
| 2005/06 | Pau FC             | Francja | National  | 20    | 8      | –                                | –     | –      |
| 2006/07 | FC Lorient         | Francja | Ligue 1   | 37    | 9      | –                                | –     | –      |
| 2007/08 | Toulouse FC        | Francja | Ligue 1   | 28    | 2      | kw. do Ligi Mistrzów Puchar UEFA | 2 5   | 0 1    |
| 2008/09 | Toulouse FC        | Francja | Ligue 1   | 38    | 24     | –                                | –     | –      |
| 2009/10 | Toulouse FC        | Francja | Ligue 1   | 31    | 8      | Liga Europy                      | 5     | 3      |
| 2010/11 | Toulouse FC        | Francja | Ligue 1   | 1     | 0      | –                                | –     | –      |
| 2010/11 | Olympique Marsylia | Francja | Ligue 1   | 30    | 8      | Liga Mistrzów                    | 5     | 3      |
| 2011/12 | Olympique Marsylia | Francja | Ligue 1   | 21    | 1      | Liga Mistrzów                    | 4     | 0      |
| 2012/13 | Olympique Marsylia | Francja | Ligue 1   | 31    | 13     | Liga Europy                      | 6     | 3      |
| 2013/14 | Olympique Marsylia | Francja | Ligue 1   | 35    | 16     | Liga Mistrzów                    | 5     | 0      |
| 2014/15 | Olympique Marsylia | Francja | Ligue 1   | 38    | 21     | –                                | –     | –      |
| 2015/16 | Tigres UANL        | Meksyk  | Liga MX   | 39    | 28     | Copa Libertadores Liga Mistrzów  | 4 7   | 1 4    |
| 2016/17 | Tigres UANL        | Meksyk  | Liga MX   | 43    | 25     | Liga Mistrzów                    | 6     | 1      |
| 2017/18 | Tigres UANL        | Meksyk  | Liga MX   | 40    | 16     | Liga Mistrzów                    | 2     | 2      |
| 2018/19 | Tigres UANL        | Meksyk  | Liga MX   | 36    | 23     | Liga Mistrzów                    | 2     | 1      |
| 2019/20 | Tigres UANL        | Meksyk  | Liga MX   | 29    | 20     | Liga Mistrzów                    | 6     | 6      |
| 2020/21 | Tigres UANL        | Meksyk  | Liga MX   | 35    | 16     | –                                | –     | –      |
| 2021/22 | Tigres UANL        | Meksyk  | Liga MX   | 32    | 18     | –                                | –     | –      |
| 2022/23 | Tigres UANL        | Meksyk  | Liga MX   | 40    | 20     | Liga Mistrzów                    | 5     | 2      |
| 2023/24 | Tigres UANL        | Meksyk  | Liga MX   | 31    | 17     | Puchar Mistrzów                  | 6     | 4      |
| 2024/25 | Tigres UANL        | Meksyk  | Liga MX   | 21    | 7      | –                                | –     | –      |

Stan na: 31 lipca 2025 r.

## Kariera reprezentacyjna
W reprezentacji Francji Gignac zadebiutował 30 marca 2009 roku w wygranym 1:0 spotkaniu eliminacji do Mistrzostw Świata 2010 z Litwą. 12 sierpnia zdobył bramkę w wygranym 1:0 meczu z Wyspami Owczymi. W rewanżu rozegranym 10 października w Guingamp strzelił 2 gole, a Francja zwyciężyła 5:0. Jest pierwszym zawodnikiem grającym poza Europą, który został powołany do seniorskiej reprezentacji Francji.

## Życie prywatne
Gignac jest kuzynem byłego obróncy Jacquesa Abardonado, ale również Yohana Mollo, który występuje na pozycji pomocnika.